# Kanton Plonéour-Lanvern
Der Kanton Plonéour-Lanvern (bretonisch Kanton Ploneour-Lanwern) ist seit 2015 ein französischer Wahlkreis im Arrondissement Quimper, im Département Finistère und in der Region Bretagne.

## Geschichte
Der Kanton entstand 2015 mit der Neuordnung der Kantone in Frankreich. Die Gemeinden gehörten früher zu den Kantonen Plogastel-Saint-Germain (10 Gemeinden) und Pont-l’Abbé (6 Gemeinden).

## Lage
Der Kanton liegt im Südwesten des Départements Finistère.

## Gemeinden
Der Kanton besteht aus 16 Gemeinden mit insgesamt 30.306 Einwohnern (Stand: 1. Januar 2022) auf einer Gesamtfläche von 302,17 km²:
| Gemeinde                | Bretonisch             | Einwohner (2022) | Fläche (km²) | Code postal | Code Insee |
| ----------------------- | ---------------------- | ---------------- | ------------ | ----------- | ---------- |
| Combrit                 | Kombrid                | 4.271            | 24,13        | 29120       | 29037      |
| Gourlizon               | Gourlizon              | 950              | 9,91         | 29710       | 29065      |
| Guiler-sur-Goyen        | Gwiler-Kerne           | 521              | 11,25        | 29710       | 29070      |
| Île-Tudy                | Enez-Tudi              | 745              | 1,26         | 29980       | 29085      |
| Landudec                | Landudeg               | 1.477            | 20,56        | 29710       | 29108      |
| Peumérit                | Purid                  | 903              | 19,59        | 29710       | 29159      |
| Plogastel-Saint-Germain | Plogastell-Sant-Jermen | 2.016            | 31,39        | 29710       | 29167      |
| Plomeur                 | Ploveur                | 3.877            | 29,69        | 29120       | 29171      |
| Plonéour-Lanvern        | Ploneur-Lanwern        | 6.403            | 48,91        | 29720       | 29174      |
| Plovan                  | Plovan                 | 682              | 15,75        | 29720       | 29214      |
| Plozévet                | Plozeved               | 2.963            | 27,18        | 29710       | 29215      |
| Pouldreuzic             | Pouldreuzig            | 2.128            | 16,75        | 29710       | 29225      |
| Saint-Jean-Trolimon     | Sant-Yann-Drolimon     | 973              | 14,68        | 29120       | 29252      |
| Tréguennec              | Tregened               | 312              | 9,61         | 29720       | 29292      |
| Tréméoc                 | Tremeog                | 1.506            | 11,66        | 29120       | 29296      |
| Tréogat                 | Trêdag                 | 579              | 9,85         | 29720       | 29298      |
| Kanton Plonéour-Lanvern | Ploneour-Lanwern       | 30.306           | 302,17       | -           | 2919       |

## Politik
Im 1. Wahlgang am 22. März 2015 erreichte keines der sechs Wahlpaare die absolute Mehrheit. Bei der Stichwahl am 29. März 2015 gewann das Gespann Jean-François Le Bleis (UDI)/Jocelyne Plouhinec (Union de la droite) gegen Jean-Louis Caradec/Liliane Tanguy (beide PS) mit einem Stimmenanteil von 51,20 % (Wahlbeteiligung:52,32 %).
| Vertreter im conseil général des Départements | Vertreter im conseil général des Départements | Vertreter im conseil général des Départements |
| Amtszeit                                      | Name                                          | Partei                                        |
| --------------------------------------------- | --------------------------------------------- | --------------------------------------------- |
| 2015–                                         | Jean-François Le Bleis Jocelyne Plouhinec     | UDI Union de la droite                        |